# Mitrella annobonensis
Mitrella annobonensis es una especie de molusco gasterópodo marino de la familia Columbellidae en el orden de los Neogastropoda.

## Distribución geográfica
Es endémica de Annobón (Guinea Ecuatorial).